# Geschützter Landschaftsbestandteil Feldgehölz am Schwarzen Haupt
Der Geschützte Landschaftsbestandteil Feldgehölz am Schwarzen Haupt mit einer Flächengröße von 1,20 ha liegt westlich von Rösenbeck im Stadtgebiet von Brilon. Das Gebiet wurde 2001 mit dem Landschaftsplan Hoppecketal durch den Kreistag des Hochsauerlandkreises als Geschützter Landschaftsbestandteil (LB) ausgewiesen. Der LB ist umgeben vom Landschaftsschutzgebiet Freiflächen Thülener Bruch / Schwarzes Haupt / Rösenbeck.

## Beschreibung
Der Landschaftsplan führt zum LB aus: „Der östliche Teil des LB besteht aus einem größeren Feldgehölz, das teilweise auf ehemaligem Abgrabungsgelände stockt. Auch der westliche Rand wird durch eine Baumgruppe gebildet, die – insbesondere von Norden gesehen – einen wesentlichen Bestandteil der landschaftsprägenden Gesamtwirkung ausmacht. Dazwischen herrscht auf flachgründigem Boden Grünlandnutzung vor, die dem LB einen ähnlichen Charakter verleiht wie dem südwestlich gelegenen Naturschutzgebiet Schwarzes Haupt. Zur Förderung dieses potenziell artenreichen Grünlandstandortes ist eine weitere extensive Nutzung sinnvoll; bei deren Aufgabe kommt jedoch auch die natürliche Sukzession in Frage, die hier auf Dauer zu artenreichen und zusätzlich landschaftsbildwirksamen Gehölzstadien führen wird.“

## Schutzzweck
Der Landschaftsplan dokumentiert zum Schutzzweck:
„Als geschützte Landschaftsbestandteile werden Teile von Natur und Landschaft festgesetzt, soweit ihr besonderer Schutz
a) zur Sicherstellung der Leistungsfähigkeit des Naturhaushaltes,
b) zur Belebung, Gliederung oder Pflege des Orts- und Landschaftsbildes oder
c) zur Abwehr schädlicher Einwirkungen
erforderlich ist. Der Schutz kann sich in bestimmten Gebieten auf den gesamten Bestand an Bäumen, Hecken oder anderen Landschaftsbestandteilen erstrecken.“
Zu Verboten ist im Landschaftsplan aufgeführt:
„Nach § 34 Abs. 4 LG ist die Beseitigung eines geschützten Landschaftsbestandteils sowie alle Handlungen, die zu einer Zerstörung, Beschädigung oder Veränderung des geschützten Landschaftsbestandteils führen können, verboten.“
Mit dem Landschaftsplan wurde das Gebot erlassen:
„Die Geschützten Landschaftsbestandteile sind durch geeignete Pflegemaßnahmen zu erhalten, solange der dafür erforderliche Aufwand in Abwägung mit ihrer jeweiligen Bedeutung für Natur und Landschaft gerechtfertigt ist.“